# Rola (Ukraina)
Rola (ukr. Роля) – wieś na Ukrainie, w obwodzie winnickim, w rejonie szarogrodzkim.